# Milete

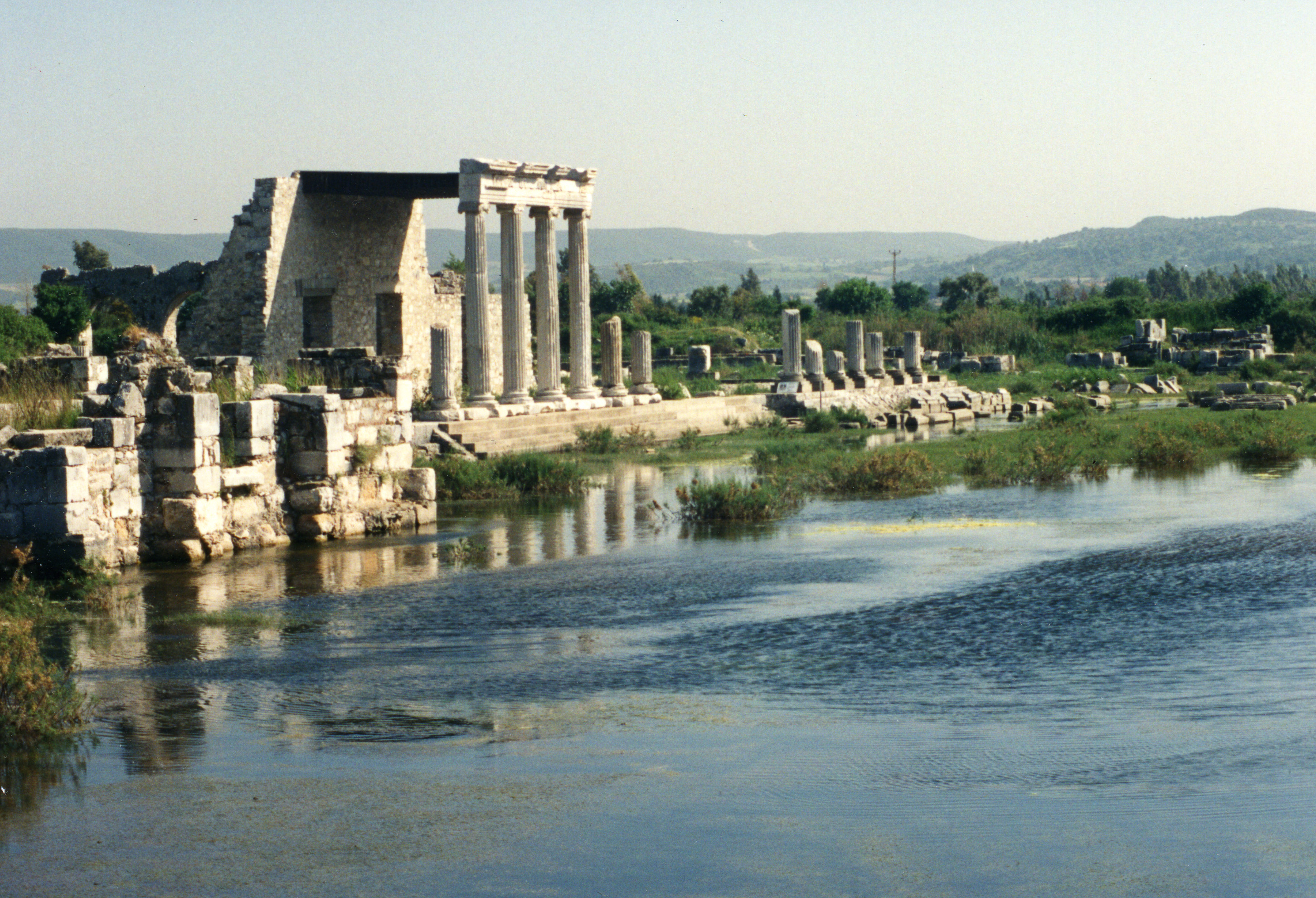
De Stoa van Milete

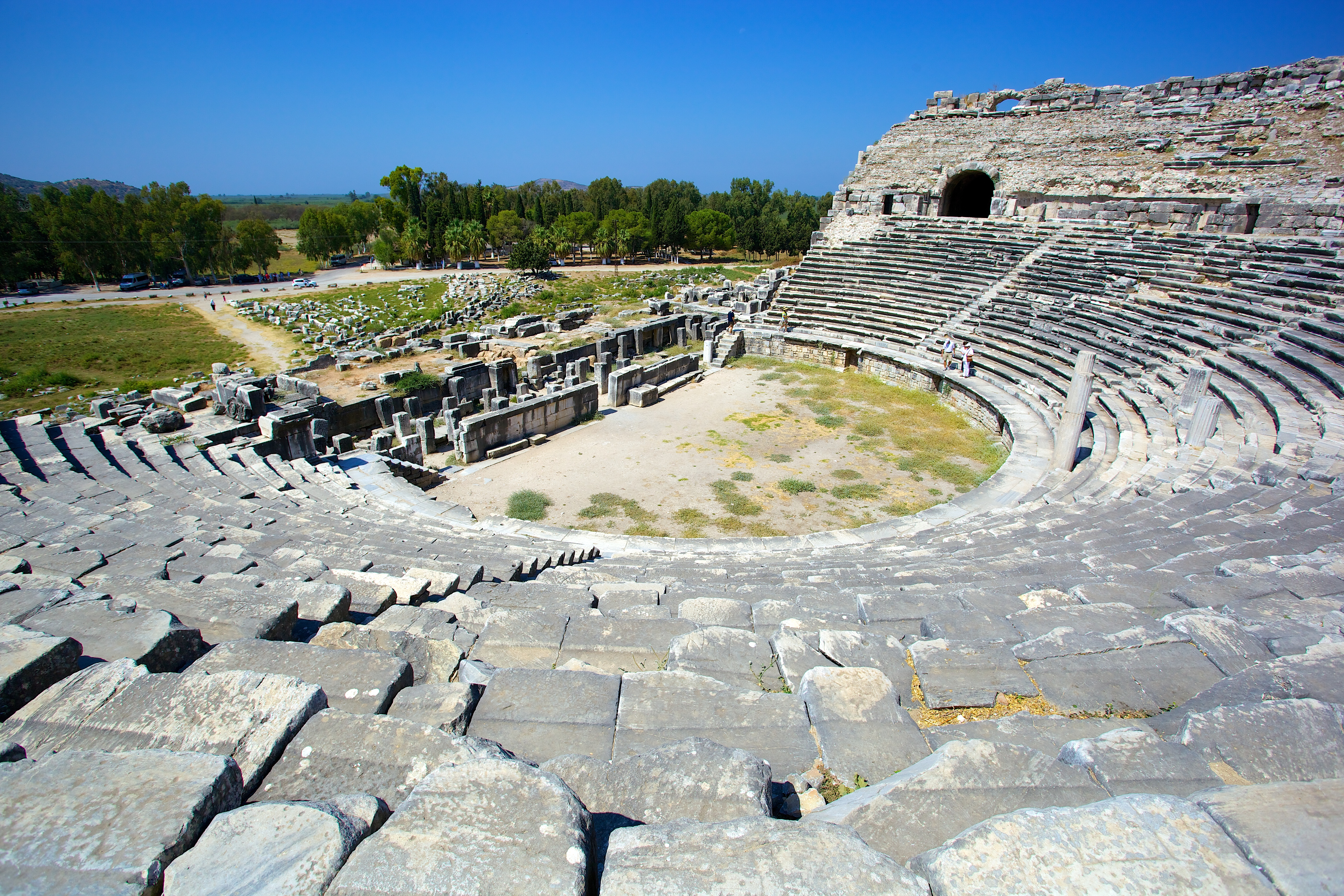
Het theater van Milete

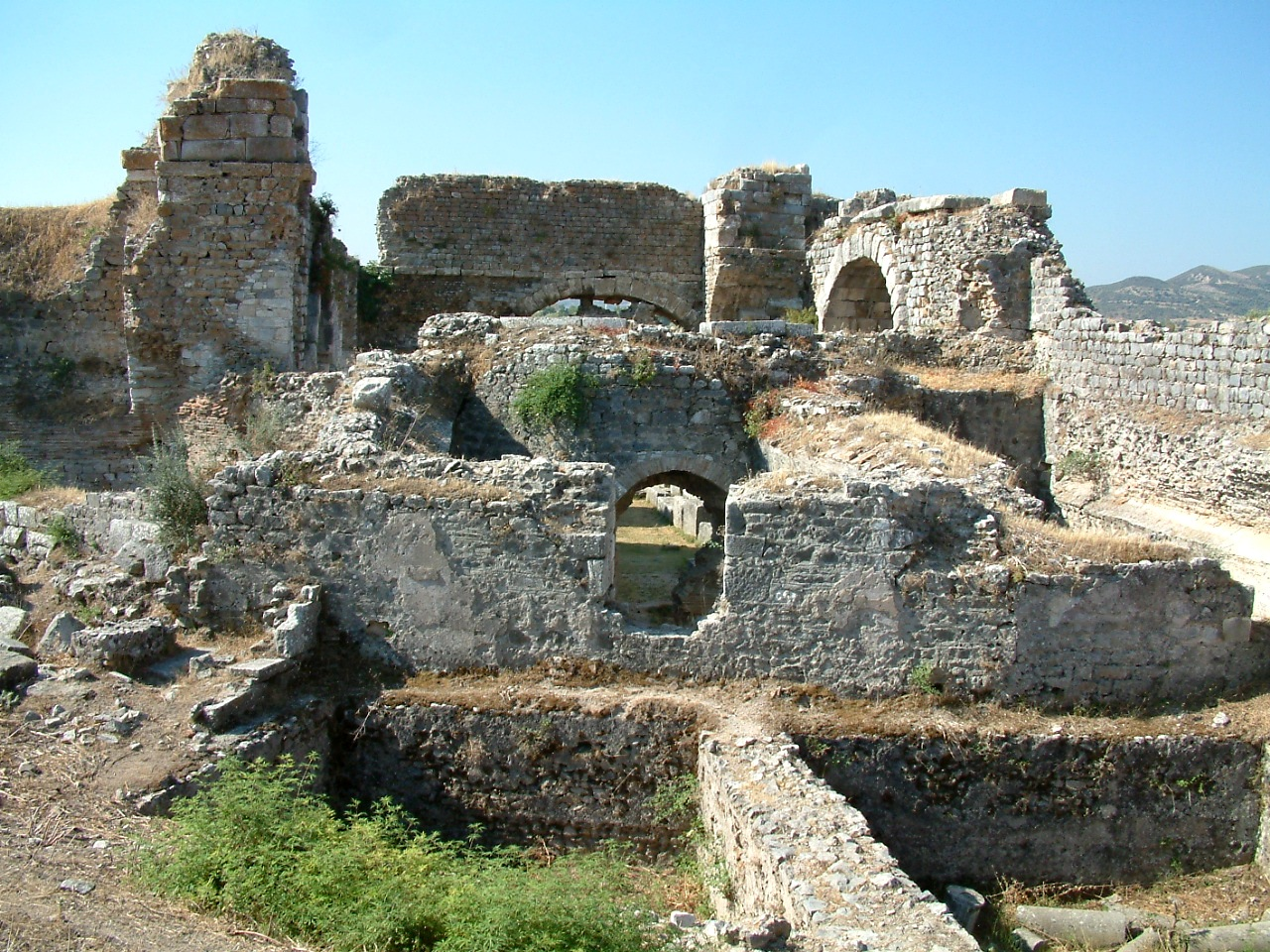
Faustina-thermen van Milete

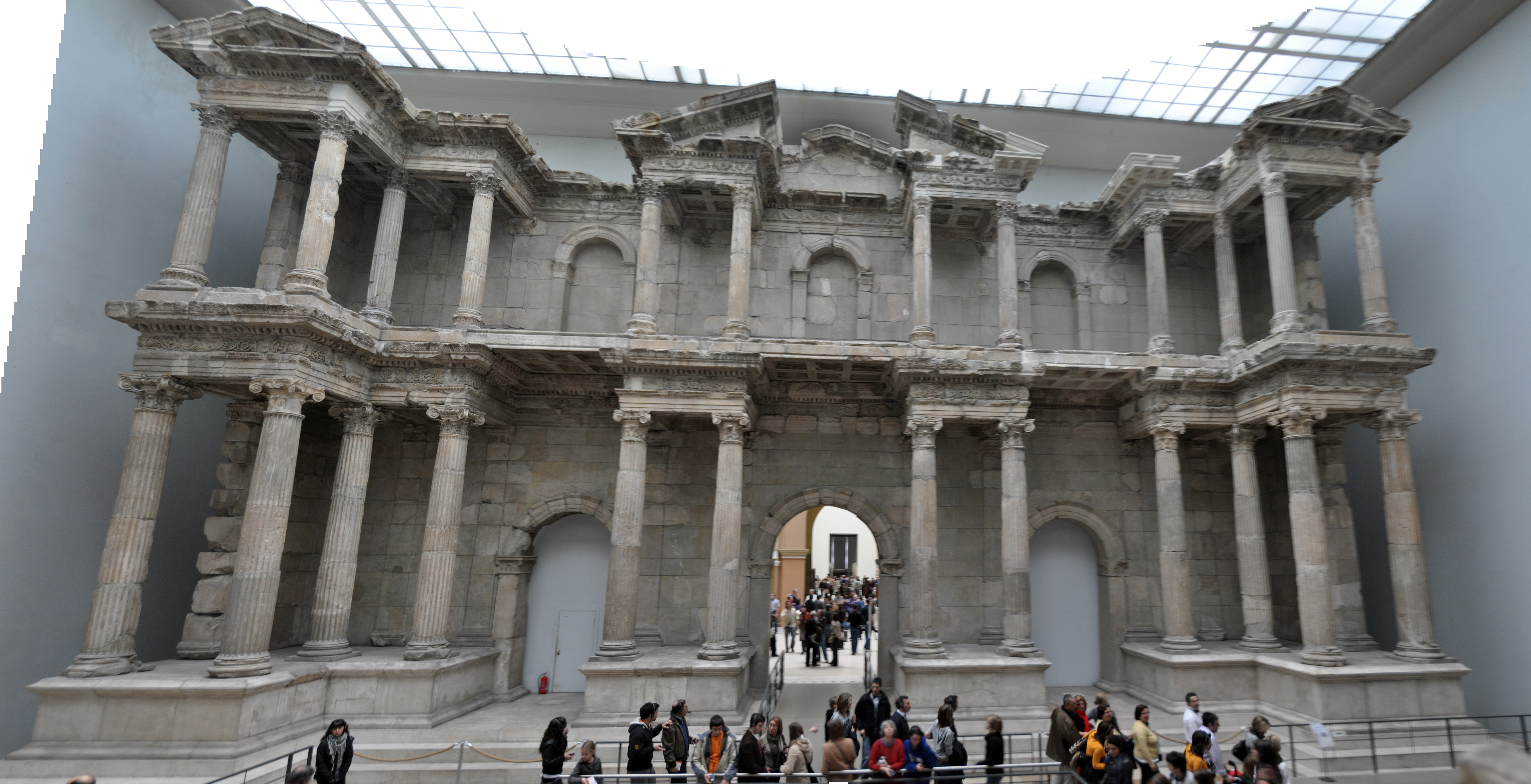
Marktpoort van Milete in het Pergamon museum

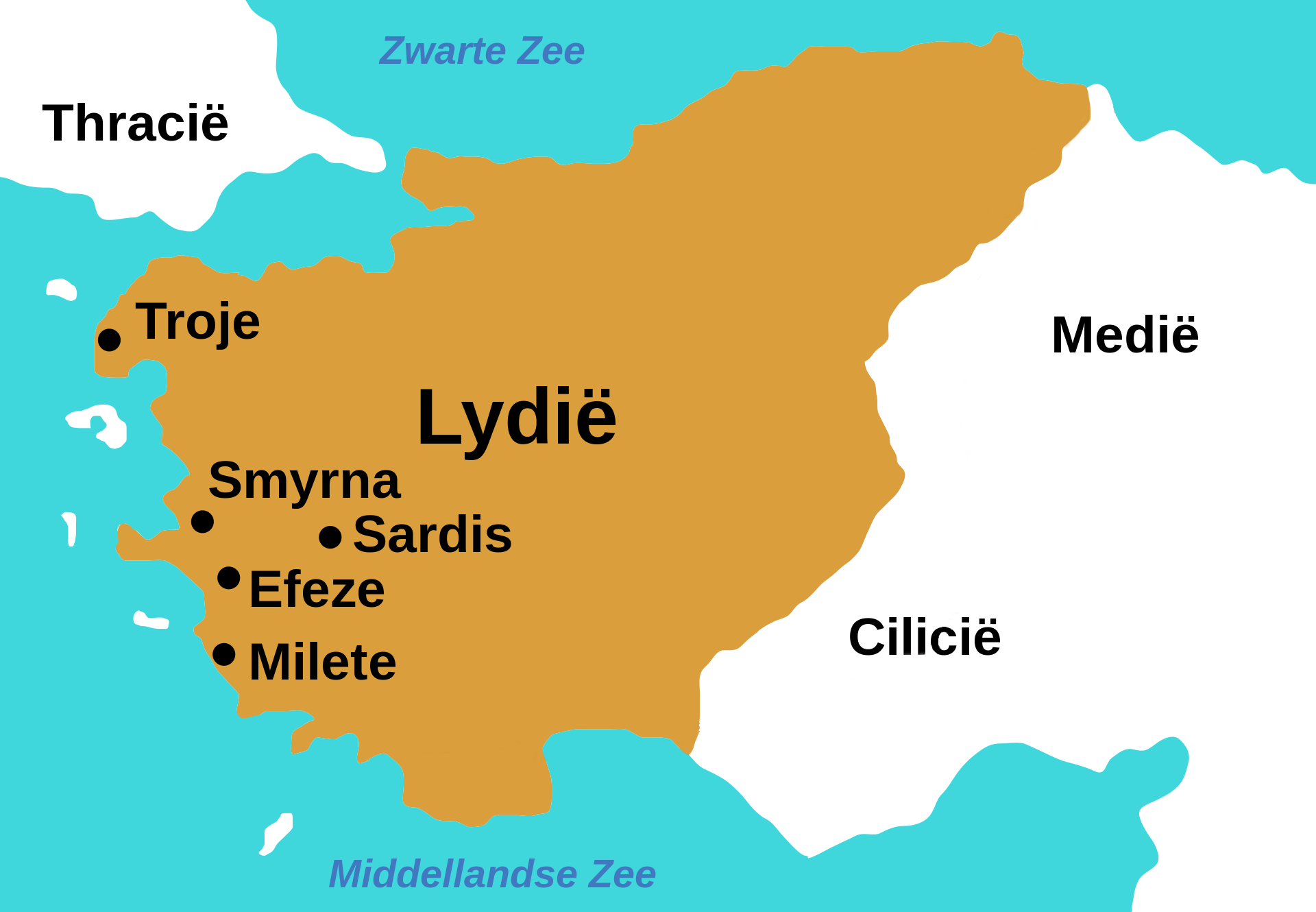
Kaart van het Lydische koninkrijk met Milete en andere steden

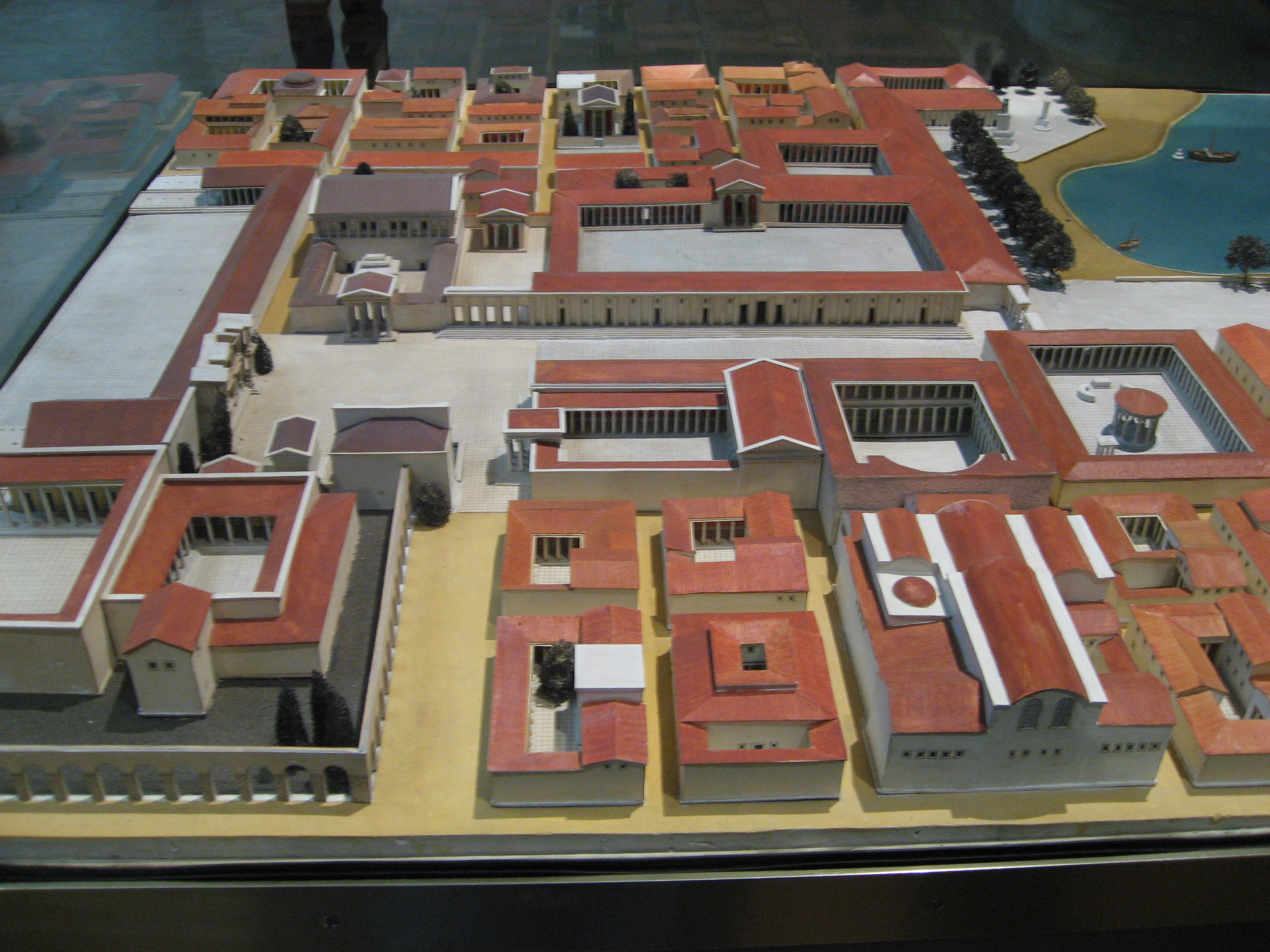
Model van Milete in het Pergamonmuseum

Milete (Grieks: Μίλητος, Miletos; Latijn: Miletus) was een belangrijke stad aan de westkust van Klein-Azië die zou zijn gesticht door de mythologische figuur  Miletus. Bewoning van het gebied gaat echter al veel verder terug, maar de Ionische Grieken koloniseerden de westelijke Anatolische kust vanaf ongeveer 1000 voor Christus. Milete kan door de vondst van het Lineair B schrift als oudste Griekse stad in Klein-Azië worden gezien. Het lag aan een grote ondiepe baai nabij de monding van de rivier de Meander, een van de grote rivieren in westelijk Anatolië. Snel groeide Milete uit zijn voegen en al in de 8e eeuw zond het zijn eigen kolonisten uit die steden stichtten zoals Sinope en Trapezus langs de gehele zuidkust van de Zwarte Zee, wat later de Pontus zou gaan heten. Vanuit Milete werd ook een groot deel van het Ionische kustgebied gehelleniseerd. In de 6e eeuw voor Christus was Milete de geboorteplaats van de Griekse filosofie en wetenschap, met de School van Milete. Pas na de veroveringen van Alexander de Grote in de 4e eeuw voor Christus werd Efeze de belangrijkste Griekse stad in Klein-Azië.

## Ligging
Milete lag ongeveer 80 km zuidelijk van Smyrna (het huidige İzmir) op een landtong in de Golf van Milete, waarin de rivier de Meander (tegenwoordig de Büyük Menderes) uitkomt. Aan deze golf lagen ook nog andere Griekse poleis zoals Magnesia, Heraclea en Priëne. Een paar kilometer buiten Milete lag het belangrijke Apollon-heiligdom van Didyma.

## Geschiedenis

### Prehistorie
Er is in de buurt van Milete slechts één neolithische nederzetting bekend, maar bij opgravingen worden wel veel voorwerpen uit de steen- en kopertijd gevonden.

### Oudheid

#### Bronstijd
In het gebied van de tempel van Athena bevond zich een belangrijke Minoïsch-Myceense nederzetting. Graven en ook oude bronnen wijzen erop dat Milete als eerste door Kretenzers werd gekoloniseerd. De oudste gevonden resten dateren uit de 18e eeuw v.Chr. en zijn Minoïsch, maar vanaf de tweede helft van de 15e eeuw v.Chr. in toenemende mate Myceens. De overgang lijkt zich geleidelijk te hebben voltrokken.
Een groot deel van de beschilderde Myceense keramiek is ter plekke vervaardigd. Aangezien er ook zeer veel Myceense gebruikskeramiek is gevonden is het zeker dat het niet alleen om import ging en er daadwerkelijk veel Grieken in Milete woonden.
De stadsmuur lijkt qua bouw opvallend genoeg veel meer op die van de Hettieten dan op die van omliggende streken. Men is nu van mening dat het door de Hettieten meermaals genoemde Millawanda aan Milete is gelijk te stellen en dat de stad de hoofdstad was van een Aziatisch bruggenhoofd van het rijk Ahhiyawa van de Achaeërs.
Milete wordt het eerst vernoemd in de Hettitische Annalen van Mursili II als Millawanda. Omstreeks 1320 v.Chr. steunde Millawanda de rebellie van Uhha-Ziti van Arzawa. Mursili gaf zijn generaals Mala Ziti en Gulla opdracht om Millawanda aan te vallen en zij begonnen delen ervan in brand te steken (schade van LHIIIA:2 werd op de archeologische site vastgesteld: Christopher Mee, Anatolia and the Aegean in the Late Bronze Age, p. 142). Daarenboven werd de stad versterkt volgens een Hittitisch plan (ibid, p. 139).
Millawanda wordt vervolgens vernoemd in de Tawagalawabrief, die deel uitmaakt van een serie met ook de Manapa-Tarhuntabrief en de Milawatabrief, die alle minder nauwkeurig gedateerd zijn.
De Tawagalabrief maakt melding van een gouverneur Atpa van Milawata, die onder de jurisdictie viel van Ahhiyawan, het huidige Achaean, en dat de stad Atriya onder Miletische jurisdictie viel.
De Manapa-Tarhuntabrief maakt eveneens melding van Atpa. Uit de tekst van beide brieven blijkt dat de avonturier Piyama-Radu Manapa-Tarhunta voor Atpa had vernederd (naast andere tegenslagen); een Hittitische koning verjoeg Piyama-Radu naar Millawanda en vroeg, in de Tawagalawabrief, Piyama-Radu's verbanning naar Hatti.
De Milawatabrief vermeldt een geallieerde veldtocht door de Hittitische koning en een Luwische vazal, waarschijnlijk Kupanta-Kurunta, van Mira) tegen Milawata (blijkbaar de nieuwe naam), en merkt op dat Milawata (en Atriya) nu onder Hittitisch gezag vielen.
In de laatste fase, van laag LHIIIB, telde de citadel van Pylos onder zijn vrouwelijke slaven "Mil[w]atiai", vrouwen uit Milete.
Aan de instorting van de bronstijdbeschaving werd Milete opnieuw platgebrand, vermoedelijk door de Zeevolken.

#### Geometrische tijd
Volgens de overlevering werd Milete in 1053 v.Chr. door de Ioniërs opnieuw gesticht. Veel wijst erop dat de stad in de late bronstijd en de proto-geometrische tijd continu bewoond is geweest, en niet rond 1100 v.Chr. is verwoest zoals veel nederzettingen op het Griekse vasteland.

#### Archaïsche tijd
Milete had een uitgebreide scheepvaart in de Middellandse en Zwarte Zee, en was overlaadplaats van goederen uit Azië naar het westen. Daarnaast was Milete zelf een grote producent van grondstoffen en textiel. In de 8e eeuw v.Chr. werd Milete een van de belangrijkste Griekse poleis (stadstaten). Het beheerste een tijd de Egeïsche Zee en stichtte ca. 80 koloniën aan de Zwarte Zee (Sinope, Tanais), maar ook het Egyptische Naucratis. Als stad van Thales, Anaximander, Anaximenes en Hekataios kan Milete de geboorteplaats der Griekse (en westerse) wetenschap heten. Op het hoogtepunt van macht stond Milete onder de tiran Thrasybulus. In deze eeuw begon Milete (samen met Efeze en Sardes) ook met het slaan van munten, die de ruilhandel ondersteunden. Na Thrasybulus ging de stad snel achteruit. De Griekse steden aan de westkust van Klein-Azië kwamen in conflict met invallende Cimmeriërs en daarna met de ernaast liggende rijken van de Lydiërs en later de Perzen. In de 6e eeuw v.Chr. werd Milete eerst onderworpen door de Lydische koning Croesus en later door Cyrus II de Grote van de Perzen. Een tweede bloeiperiode beleefde de stad onder Histiaeus, die in twist raakte met de Perzische koning Darius I. Een van Milete uitgaande Ionische Opstand tegen de Perzen bleef zonder gevolg en in 494 v.Chr. (Slag bij Lade) werd de stad veroverd en verwoest. Herodotus schrijft dat de bewoners naar een ander gebied werden afgevoerd, maar van vlak na de verwoesting zijn alweer substantiële sporen van bewoning gevonden.
De verwoesting van Milete door de Perzen was het begin van de voor de Griekse geschiedenis zo belangrijke tijd van de Perzische oorlogen.

#### Klassieke en Hellenistisch-Romeinse periode
Vanwege het strakke schaakbordpatroon volgens welk Milete, overeenkomstig de ideeën van Hippodamus van Milete, werd herbouwd, wordt Milete ook wel het “Manhattan van de antieke wereld” genoemd. De stad maakte deel uit van de Delische Bond en was soms ook onder Atheense bezetting. Tijdens de Peloponnesische Oorlog viel Milete Athene af en werd een basis van de Spartaanse vloot. De stad verkreeg niet meer de betekenis die zij in de archaïsche tijd had. In de 4e eeuw v.Chr. stond de stad tot aan de veldtocht van Alexander de Grote weer onder Perzisch gezag. In de Hellenistische tijd moest Milete zich tussen verschillende machten handhaven. In deze periode bereikte de stad zijn grootste omvang. Binnen zijn stadsmuren omvatte Milete toen een gebied van ongeveer 90 hectaren.
In 133 v.Chr. werd het samen met het koninkrijk Pergamon deel van de Romeinse provincie Asia, die het westen van Klein-Azië omvatte.
De stad bloeide in de Romeinse keizertijd nog eenmaal op en er werden talrijke bouwwerken gebouwd. Toch bleef Milete van weinig belang, aangezien de Romeinen Efeze als provinciehoofdstad hadden gekozen.
In de Bijbel (nieuwe testament) wordt Miléte genoemd als plaats waar de apostel Paulus afscheid nam van de leiders in Efeze (Handelingen 20:17-38).

### Byzantijnse tijd
In de late oudheid is een sterke daling van het bevolkingsaantal te bemerken. De nederzetting concentreerde zich vanaf toen op het grote theater. In de zaal werden woonhuizen gebouwd en het geheel werd gebarricadeerd tegen vijandelijke invallen. Op het hoogste punt van het theater bouwde men een kasteel. Van het Latijnse woord hiervoor, palatium, komt de middeleeuwse naam Palatia voor de stad. Als bisschopszetel werd Milete voor de gehele regio van belang.

### Ottomaanse tijd
De heersers van Mentese zetelden een tijd in Milete en bouwden talrijke monumentale gebouwen zoals de zeer goed bewaarde Ilyas Bey-moskee.

### Moderne tijd
Tot de zware aardbeving van 1955 bevond zich in het Miletische gebied nog een dorp genaamd Balat. Hierna werd de nederzetting naar het zuiden verplaatst en is de plaats waar het oude Milete lag onbewoond.

## Archeologie

### Geschiedenis van de opgravingen
De eerste archeologische onderzoeken werden in 1873 gedaan door O. Rayet. Van 1899 tot 1913 vonden in het gebied van het oude Milete grootschalige opgravingen plaats onder leiding van Theodor Wiegand. De beide wereldoorlogen en de crisis in Klein-Azië onderbraken het onderzoek en pas in 1938 kon Carl Weickert voort korte tijd met de opgravingen doorgaan. In 1955 begon men eindelijk weer met systematisch onderzoek, eerst onder Weickert, dan onder Gerhard Kleiner en Wolfgang Müller-Wiener. Sinds 1989 worden de opgravingen geleid door Volkmar von Graeve.

### Belangrijkste onderzoeken

#### Archaïsche tijd

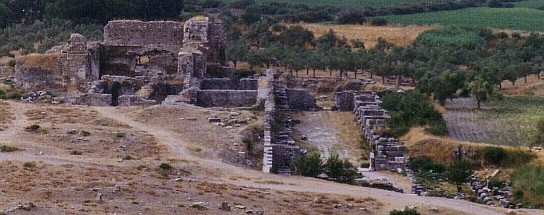
De Faustina-thermen in 1997

De opgravingen in 1899 waren begonnen om meer over de stad in de archaïsche tijd te weten te komen. Dit omdat Milete in die periode van grote betekenis werd als ontstaansplek van de Ionische natuurfilosofie, of vanwege het lot van de stad aan de vooravond van de Perzische veldtochten.
Aanvankelijk werden echter hoofdzakelijk zaken uit latere tijdperken opgegraven. Men vond alleen aan de Kalabak-Tepe-heuvel, de tempel van Athena en op enkele plekken in de stad archaïsche zaken. Armin von Gerkan betwijfelde op grond hiervan of het Milete uit de archaïsche tijd wel op dezelfde plek had gelegen als de latere stad. Na de oorlog wees echter veel erop dat Von Gerkan ongelijk had.
De nieuwe onderzoeken richten zich vooral op de wijk bij de Kalabak-Tepe, waar een stuk stadsmuur was gevonden. Op de zuidelijke helling van de heuvels werd een woonwijk met meerdere pottenbakkersovens blootgelegd. Op de oostelijke helling vond men een tempel van Artemis Chitone en ook enige problemen met de herbewoning van Milete na de verwoesting in 494 v.Chr. werden opgelost. Tevens ontdekte men een uit oude bronnen bekend Grieks heiligdom van Aphrodite.
Naar men nu algemeen aanneemt is het zeker dat het archaïsche Milete op dezelfde plek lag als de latere stad.

#### Hellenistisch-Romeinse periode
Theodor Wiegand ontdekte door grootschalige oppervlakkige opgravingen veel belangrijks over deze periode:
De stad had een rechthoekig (orthogonaal) stratensysteem dat Hippodamus moet hebben uitgevonden. Ook de locatie van de Hellenistische en latere stadsmuren werd ontdekt.
Belangrijke gebouwen uit deze periode:
- Het theater.

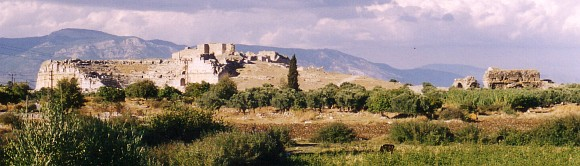
Theater

- Het bouleuterion, de verzamelplaats van de raad (Grieks: boule).
- De noordelijke markt.
- De zuidelijk markt, waarvan de toegangspoort door Theodor Wiegand naar het Pergamon-Museum in Berlijn werd overgebracht.
- Het nymphaeum, de heilige bronnen gedecoreerd met godenbeelden.
- De Faustina-thermen, een Romeins badhuis.
- De westelijke markt bij de tempel van Athena.
- Het stadion.
- Het delphinion, heiligdom van de oppergod van de Milesiërs, Apollon Delphinios. Het is door een "heilige straat" met het orakel van Didyma verbonden.

## Bekende Milesiërs
- Thales, Anaximander en Anaximenes, filosofen
- Hekataios, schrijver
- Hippodamus, architect
- Isidorus, architect

## Websites
- Ausgrabungen in Milet. Opgravingen in Milete
- YouTube. Milete - Turkey.